# 다바이수역
다바이수역(중국어: 大柏树站)은 상하이시 훙커우구 원수이 동로·광지로 교차로 남쪽에 위치한 상하이 지하철 3호선의 고가철도역이다. 원래 역명은 원수이둥루역(汶水东路站)이었으나, 이후 1호선 원수이루역과 구분하기 위해 이 역이 속한 다바이수지역에서 따와, 2006년 10월 상하이시 지명사무소의 승인을 받아 현재의 역명이 되었다.

## 역 구조
| 2층 | 상대식 승강장, 오른쪽 출입문이 열림 | 상대식 승강장, 오른쪽 출입문이 열림              |
| 2층 | ←                                   | ■3호선 상하이 남역 방면 (치펑루)                 |
| 2층 | →                                   | ■3호선 장양베이루 방면 (장완전)                  |
| 2층 | 상대식 승강장, 오른쪽 출입문이 열림 |                                                  |
| 1층 | 대합실                              | 1-3번출구, 고객센터, 자동매표기, 유인 안내데스크 |

## 출구
본 역은 운임구역에서 남북으로 서로 연결되지 않은 2개의 대합실로 이루어졌으며, 1번 출구는 북대합실, 2·3번 출구는 남대합실에 위치하고 있다.
|           |                                                 |      |  |
| 출구 번호 | 출구 위치                                       | 사진 |  |
| 1번 출구  | 광지로(广纪路) 동측, 원수이 동로(汶水东路) 남측 |      |  |
| 2번 출구  | 광지로(广纪路) 동측                             |      |  |
| 3번 출구  | 광지로(广纪路) 서측                             |      |  |

## 버스 노선
59, 97, 133, 134, 140, 528, 874, 966

## 역 주변
- 쑹후 철로 장완역(江湾站) 옛터
- 추양 공원(曲阳公园)